# Powstanie lutowe
Powstanie lutowe (orm. Փետրվարյան ապստամբություն, P’etrvaryan apstambut’yun) – antykomunistyczne powstanie w Armenii, trwające od 13 lutego do 2 kwietnia 1921.

## Tło sytuacyjne
Na przełomie listopada i grudnia 1920 bolszewicka 11 Armia bez walki zajęła Armenię, likwidując Demokratyczną Republikę Armenii i ustanawiając sowiecką Armeńską Socjalistyczną Republikę Radziecką, formalnie jeszcze niezależną od Rosji Radzieckiej, w rzeczywistości pośrednio, ale ściśle podporządkowaną Moskwie. Bolszewicy początkowo dotrzymywali obietnic, dzięki którym skłonili rząd DRA do kapitulacji, jednak rychło rozpoczęli eksterminację zwolenników niepodległości: żołnierzy DRA, działaczy politycznych i ogólnie inteligencji. W lutym 1921 rozstrzelano szereg dowódców zasłużonych w obronie Armenii przed Turcją w latach 1918–1920. Na wsi bolszewicy rabowali żywność.

## Przebieg wydarzeń
13 lutego 1921 chwycili za broń ormiańscy uchodźcy z Turcji osiedleni u podnóży masywu Aragac. Do 17 lutego 1921 powstańcy zajęli Asztarak, Eczmiadzyn, Garni, Hrazdan i szereg innych miejscowości. 18 lutego zajęli Erywań, oswobadzając więźniów politycznych. Armia Czerwona wycofała się do Artaszatu.
18 lutego 1921 w wolnym Erywaniu działacze Armeńskiej Federacji Rewolucyjnej, kierującej powstaniem, utworzyli centralny organ władzy – Komitet Ocalenia Narodowego pod przewodnictwem Simona Wracjana. Tego samego dnia za pośrednictwem ormiańskiej delegacji w Paryżu Komitet wystosował odezwę o pomoc do mocarstw zachodnich i Ligi Narodów, która jednak pozostała bez odpowiedzi. Tylko walcząca z bolszewikami Gruzja 21 lutego ponownie otworzyła ambasadę Armenii w Tbilisi, jednak już 25 lutego miasto to zdobyli bolszewicy.
W lutym i marcu 1921 powstańcy toczyli ciężkie walki z Armią Czerwoną. 27 lutego bolszewicy zaatakowali Erywań, ale powstańcy odparli ich 1 marca. Po dwutygodniowej przerwie 16 marca bolszewicy zajęli Artaszat, ale powstańcy kontratakowali i odzyskali Asztarak. 24 marca wzmocnione oddziały bolszewickie zaczęły ofensywę, przełamały ormiański opór, zajęły Aparan i Kotajk i 2 kwietnia podeszły pod Erywań. Dla uniknięcia zniszczeń stolicy powstańcy oddali ją bez walki. Upadek Erywania oznaczał koniec powstania.
Resztki sił powstańczych, władze powstania i wielu cywilów uciekło na południe w góry Zangezuru, pozostające jeszcze pod władzą niepodległościowych wojsk sparapeta Karekina Nżde. 26 kwietnia w monasterze Tatew proklamowano Republikę Górskiej Armenii – ostatnie wcielenie przedradzieckiej Armenii.
Po upadku powstania, pod wpływem ormiańskiego komunisty Aleksandra Miasnikiana, bolszewicy złagodzili kurs wobec Ormian i Armenii.